# Grand Prix Formule 1 van Azerbeidzjan 2021
De Grand Prix Formule 1 van Azerbeidzjan 2021 werd verreden op 6 juni op het Baku City Circuit in Bakoe. Het was de zesde race van het seizoen.

## Vrije trainingen

### Uitslagen
- Enkel de top vijf wordt weergegeven.

| Vrije training 1 | Pos. | Nr. | Coureur          | Constructeur     | Tijd     |
| ---------------- | ---- | --- | ---------------- | ---------------- | -------- |
| Vrije training 1 | 1    | 33  | Max Verstappen   | Red Bull-Honda   | 1:43.184 |
| Vrije training 1 | 2    | 16  | Charles Leclerc  | Ferrari          | 1:43.227 |
| Vrije training 1 | 3    | 55  | Carlos Sainz jr. | Ferrari          | 1:43.521 |
| Vrije training 1 | 4    | 11  | Sergio Pérez     | Red Bull-Honda   | 1:43.630 |
| Vrije training 1 | 5    | 3   | Daniel Ricciardo | McLaren-Mercedes | 1:43.732 |
| Vrije training 2 | Pos. | Nr. | Coureur          | Constructeur     | Tijd     |
| Vrije training 2 | 1    | 11  | Sergio Pérez     | Red Bull-Honda   | 1:42.115 |
| Vrije training 2 | 2    | 33  | Max Verstappen   | Red Bull-Honda   | 1:42.216 |
| Vrije training 2 | 3    | 55  | Carlos Sainz jr. | Ferrari          | 1:42.243 |
| Vrije training 2 | 4    | 16  | Charles Leclerc  | Ferrari          | 1:42.436 |
| Vrije training 2 | 5    | 10  | Pierre Gasly     | AlphaTauri-Honda | 1:42.534 |
| Vrije training 3 | Pos. | Nr. | Coureur          | Constructeur     | Tijd     |
| Vrije training 3 | 1    | 10  | Pierre Gasly     | AlphaTauri-Honda | 1:42.251 |
| Vrije training 3 | 2    | 11  | Sergio Pérez     | Red Bull-Honda   | 1:42.595 |
| Vrije training 3 | 3    | 44  | Lewis Hamilton   | Mercedes         | 1:42.697 |
| Vrije training 3 | 4    | 16  | Charles Leclerc  | Ferrari          | 1:42.778 |
| Vrije training 3 | 5    | 55  | Carlos Sainz jr. | Ferrari          | 1:43.006 |

## Kwalificatie
Charles Leclerc behaalde de negende pole position in zijn carrière.
| Pos.                   | Nr. | Coureur            | Constructeur          | Kwalificatietijden | Kwalificatietijden | Kwalificatietijden | Grid |
| Pos.                   | Nr. | Coureur            | Constructeur          | Q1                 | Q2                 | Q3                 | Grid |
| ---------------------- | --- | ------------------ | --------------------- | ------------------ | ------------------ | ------------------ | ---- |
| 1                      | 16  | Charles Leclerc    | Ferrari               | 1:42.241           | 1:41.659           | 1:41.218           | 1    |
| 2                      | 44  | Lewis Hamilton     | Mercedes              | 1:41.545           | 1:41.634           | 1:41.450           | 2    |
| 3                      | 33  | Max Verstappen     | Red Bull-Honda        | 1:41.760           | 1:41.625           | 1:41.563           | 3    |
| 4                      | 10  | Pierre Gasly       | AlphaTauri-Honda      | 1:42.288           | 1:41.932           | 1:41.565           | 4    |
| 5                      | 55  | Carlos Sainz jr.   | Ferrari               | 1:42.121           | 1:41.740           | 1:41.576           | 5    |
| 6                      | 4   | Lando Norris       | McLaren-Mercedes      | 1:42.167           | 1:41.813           | 1:41.747           | 9 *1 |
| 7                      | 11  | Sergio Pérez       | Red Bull-Honda        | 1:41.968           | 1:41.630           | 1:41.917           | 6    |
| 8                      | 22  | Yuki Tsunoda       | AlphaTauri-Honda      | 1:42.521           | 1:41.654           | 1:42.211           | 7    |
| 9                      | 14  | Fernando Alonso    | Alpine-Renault        | 1:42.934           | 1:42.195           | 1:42.327           | 8    |
| 10                     | 77  | Valtteri Bottas    | Mercedes              | 1:42.701           | 1:42.106           | 1:42.659           | 10   |
| 11                     | 5   | Sebastian Vettel   | Aston Martin-Mercedes | 1:42.460           | 1:42.224           |                    | 11   |
| 12                     | 31  | Esteban Ocon       | Alpine-Renault        | 1:42.426           | 1:42.273           |                    | 12   |
| 13                     | 3   | Daniel Ricciardo   | McLaren-Mercedes      | 1:42.304           | 1:42.558           |                    | 13   |
| 14                     | 7   | Kimi Räikkönen     | Alfa Romeo-Ferrari    | 1:42.923           | 1:42.587           |                    | 14   |
| 15                     | 63  | George Russell     | Williams-Mercedes     | 1:42.728           | 1:42.758           |                    | 15   |
| 16                     | 6   | Nicholas Latifi    | Williams-Mercedes     | 1:43.128           |                    |                    | 16   |
| 17                     | 47  | Mick Schumacher    | Haas-Ferrari          | 1:44.158           |                    |                    | 17   |
| 18                     | 9   | Nikita Mazepin     | Haas-Ferrari          | 1:44.238           |                    |                    | 18   |
| Q1 107% tijd: 1:48.653 |     |                    |                       |                    |                    |                    |      |
| DNQ                    | 18  | Lance Stroll       | Aston Martin-Mercedes | Geen tijd *2       |                    |                    | 19   |
| DNQ                    | 99  | Antonio Giovinazzi | Alfa Romeo-Ferrari    | Geen tijd *2       |                    |                    | 20   |

*1 Lando Norris kreeg een 3-plaatsen gridstraf voor het negeren van de rode vlag.

*2 Antonio Giovinazzi en Lance Stroll maakten beiden een fout in bocht 15 en beschadigden hun auto en konden daardoor geen tijd op de klok zetten tijdens Q1. Ze mochten van de stewards wel beginnen aan de wedstrijd.

## Wedstrijd
Charles Leclerc kon de leiding na de start niet veel ronden behouden, door een inhaalactie kwam die positie in handen van Lewis Hamilton. Max Verstappen startte vanaf de derde positie, kwam door het inhalen van Leclerc in ronde 7 op positie twee terecht en vervolgens door een snellere pitstop ten opzichte van Hamilton virtueel aan de leiding achter Sebastian Vettel. Na de pitstop van Vettel kwam Verstappen daadwerkelijk aan de leiding, met daarachter Sergio Pérez voor Hamilton. Verstappen behield de leiding totdat in ronde 46 een klapband (linksachter) een einde maakte aan zijn race. Pérez kreeg zo de leiding in handen. De race werd tijdelijk gestopt om de wrakstukken te kunnen opruimen waarna er, met nog enkele ronden te gaan, een staande herstart volgde. De race werd gewonnen door Pérez, nadat Hamilton zich bij de herstart had verremd en zichzelf hiermee voor de mogelijke overwinning uitschakelde. Voor Pérez was het zijn eerste overwinning voor Red Bull, het was de tweede Grand Prix-overwinning in zijn Formule 1-carrière.
| Pos.               | Nr. | Coureur            | Constructeur          | Rondes | Tijd / Oorzaak uitval | Grid | Punten |
| ------------------ | --- | ------------------ | --------------------- | ------ | --------------------- | ---- | ------ |
| 1                  | 11  | Sergio Pérez       | Red Bull-Honda        | 51     | 3:33.686              | 6    | 25     |
| 2                  | 5   | Sebastian Vettel   | Aston Martin-Mercedes | 51     | +1.385                | 11   | 18     |
| 3                  | 10  | Pierre Gasly       | AlphaTauri-Honda      | 51     | +2.762                | 4    | 15     |
| 4                  | 16  | Charles Leclerc    | Ferrari               | 51     | +3.828                | 1    | 12     |
| 5                  | 4   | Lando Norris       | McLaren-Mercedes      | 51     | +4.754                | 9    | 10     |
| 6                  | 14  | Fernando Alonso    | Alpine-Renault        | 51     | +6.382                | 8    | 8      |
| 7                  | 22  | Yuki Tsunoda       | AlphaTauri-Honda      | 51     | +6.624                | 7    | 6      |
| 8                  | 55  | Carlos Sainz jr.   | Ferrari               | 51     | +7.709                | 5    | 4      |
| 9                  | 3   | Daniel Ricciardo   | McLaren-Mercedes      | 51     | +8.874                | 13   | 2      |
| 10                 | 7   | Kimi Räikkönen     | Alfa Romeo-Ferrari    | 51     | +9.576                | 14   | 1      |
| 11                 | 99  | Antonio Giovinazzi | Alfa Romeo-Ferrari    | 51     | +10.254               | 20   |        |
| 12                 | 77  | Valtteri Bottas    | Mercedes              | 51     | +11.264               | 10   |        |
| 13                 | 47  | Mick Schumacher    | Haas-Ferrari          | 51     | +14.241               | 17   |        |
| 14                 | 9   | Nikita Mazepin     | Haas-Ferrari          | 51     | +14.315               | 18   |        |
| 15                 | 44  | Lewis Hamilton     | Mercedes              | 51     | +17.668               | 2    |        |
| 16                 | 6   | Nicholas Latifi    | Williams-Mercedes     | 51     | +42.379 *1            | 16   |        |
| 17 †               | 63  | George Russell     | Williams-Mercedes     | 48     | Versnellingsbak       | 15   |        |
| 18 †               | 33  | Max Verstappen     | Red Bull-Honda        | 45     | Klapband              | 3    | S      |
| DNF                | 18  | Lance Stroll       | Aston Martin-Mercedes | 29     | Klapband              | 19   |        |
| DNF                | 31  | Esteban Ocon       | Alpine-Renault        | 3      | Turbodruk             | 12   |        |
| Bron: formula1.com |     |                    |                       |        |                       |      |        |

S Max Verstappen reed de snelste ronde maar kreeg geen extra punt voor het rijden van de snelste ronde omdat hij niet binnen de top tien eindigde.

*1 Nicholas Latifi ontving een stop-and-go penalty van tien seconden die werd omgezet naar een tijdstraf van dertig seconden omdat hij de instructies om de pitstraat in te rijden tijdens de gele vlag situatie niet opvolgde.

† George Russell en Max Verstappen haalden de finish niet maar omdat ze meer dan 90% van de race-afstand hebben afgelegd, staan zij als geklasseerd genoteerd.

## Tussenstanden wereldkampioenschap
Betreft tussenstanden voor het wereldkampioenschap na afloop van de race.

### Coureurs
| Pos. | Nr. | Coureur          | Constructeur          | Punten |
| ---- | --- | ---------------- | --------------------- | ------ |
| 1    | 33  | Max Verstappen   | Red Bull-Honda        | 105    |
| 2    | 44  | Lewis Hamilton   | Mercedes              | 101    |
| 3    | 11  | Sergio Pérez     | Red Bull-Honda        | 69     |
| 4    | 4   | Lando Norris     | McLaren-Mercedes      | 66     |
| 5    | 16  | Charles Leclerc  | Ferrari               | 52     |
| 6    | 77  | Valtteri Bottas  | Mercedes              | 47     |
| 7    | 55  | Carlos Sainz jr. | Ferrari               | 42     |
| 8    | 10  | Pierre Gasly     | AlphaTauri-Honda      | 31     |
| 9    | 5   | Sebastian Vettel | Aston Martin-Mercedes | 28     |
| 10   | 3   | Daniel Ricciardo | McLaren-Mercedes      | 26     |

### Constructeurs
| Pos. | Constructeur          | Punten |
| ---- | --------------------- | ------ |
| 1    | Red Bull-Honda        | 174    |
| 2    | Mercedes              | 148    |
| 3    | Ferrari               | 94     |
| 4    | McLaren-Mercedes      | 92     |
| 5    | AlphaTauri-Honda      | 39     |
| 6    | Aston Martin-Mercedes | 37     |
| 7    | Alpine-Renault        | 25     |
| 8    | Alfa Romeo-Ferrari    | 2      |
| 9    | Haas-Ferrari          | 0      |
| 10   | Williams-Mercedes     | 0      |